# Gavineta beccurta
La gavineta beccurta (Rissa brevirostris) és un ocell marí de la família dels làrids (Laridae). D'hàbits pelàgics habita al Pacífic nord, criant a penyasegats de les Illes Pribilof, Aleutianes, i del Comandant.